# Arhyssus usingeri
Arhyssus usingeri är en insektsart som beskrevs av Harris 1942. Arhyssus usingeri ingår i släktet Arhyssus och familjen smalkantskinnbaggar. Inga underarter finns listade i Catalogue of Life.